# Étoile de Hollande
'Étoile de Hollande' est un cultivar de rosier obtenu en 1919 par le rosiériste hollandais Verschuren. Cet hybride de thé se présente sous la forme d'un rosier-buisson de 50 à 60 cm et existe aussi comme rosier-liane, obtenu en 1931 par le rosiériste hollandais Mathias Leenders.

## Description
Ce rosier était fort prisé avant la Seconde Guerre mondiale et constitue toujours un grand classique. Il fleurit abondamment en juin avec une bonne remontée en septembre. Ses fleurs parfumées, pouvant atteindre 7 cm de diamètre, sont rouge écarlate, son feuillage vert foncé. 'Étoile de Hollande' est issu de 'Général McArthur' et de 'Hadley'.
C'est un rosier qui résiste fort bien au froid (jusqu'à -29°) et atteint 3 à 6 mètres de hauteur.